# På axel gevär
På axel gevär (originaltitel: Shoulder Arms) är en amerikansk stumfilm i slapstickformat från 1918, regisserad av Charlie Chaplin med Chaplin, Edna Purviance och Sydney Chaplin i huvudrollerna. Filmen utspelas på västfronten under första världskriget och producerades kort före vapenstilleståndet i Compiègneskogen. På axel gevär blev Chaplins största kommersiella och ekonomiska framgång dittills.

## Handling
Chaplins karaktär luffaren, kallad Charlot, anmäler sig till armén under det pågående världskriget. Till synes tafflig, lyckas han dock på egen hand omringa en hel skyttegrav med tyska soldater, rädda en fransk flicka (Edna Purviance) och tillfångata själve kejsaren av Tyskland (Sydney Chaplin), vilken han överlämnar till det amerikanska överkommandot. Hjältedåden visar sig dock vara en dröm och luffaren vaknar i samma fältläger där filmen börjar.

## Om filmen
Efter Ett hundliv (A Dog's Life) fick Chaplin idén att göra en krigskomedi, trots avrådan från vänner, inklusive Douglas Fairbanks. Chaplin hade tidigare skildrat misär i sina komedier; exempelvis alkoholism i Hälsobrunnen (The Cure) och slummen i Lugna gatan (Easy Street), men våndades i månader över hur världskriget skulle framställas och befarade ett negativt mottagande. Fastän Chaplin hade anmält sig som frivillig till militärtjänstgöring och nekats därtill av medicinska skäl, kritiserades han för feghet av vissa kretsar i USA och Storbritannien. För att understödja trupperna propagerade Chaplin tillsammans med Fairbanks och Mary Pickford för nationell saluföring av krigsobligationerna Liberty Bond, och Chaplin producerade filmen The Bond som visades kostnadsfritt på biografer runtom i landet.
Produktionen av På axel gevär inleddes i slutet av maj 1918 och filmen blev klar kort före vapenstilleståndet i november. Ursprungligen planerades filmen bestå av fem akter uppdelade i tre delar: soldatens hemmaliv innan kriget, därefter kriget och slutligen segerbanketten. Slutet skulle bestå i att Europas kungligheter hyllar Charlot som infångat kejsar Vilhelm, varefter Charlot vaknar ur drömmen. För den första delen filmades en scen, där Charlot kommer hem med sina fyra barn och träffas av en stekpanna i huvudet när han träder in i köket. En annan planerad scen var Charlots läkarbesök i samband med inkallelsen till armén. Enligt den skulle Charlot klä av sig i väntrummet, men bli orolig då han ser att läkaren heter Francis, och när en kvinnoliknande skugga skymtas i dörren, flyr han in i ett inglasat kontorskomplex. Där försöker han undvika de kvinnliga kontoristerna och springer genom en dörr, varefter han inser att han står naken på en balkong. Scenerna filmades, men användes inte eftersom Chaplin beslutat sig för att inte visa någonting av protagonistens liv före kriget.
Förutom att Chaplin avskydde att arbeta utomhus, eftersom han upplevde sig bli lätt distraherad av omgivningarna, gjordes inspelningarna under ihållande hetta. Därtill fick Chaplin utstå en del obekvämheter, inte minst när han i en scen står inuti ett kamouflerat träd.
Komedin präglas av svart humor, men till skillnad från många andra filmer från krigstiden tar På axel gevär avstånd från antitysk propaganda. I stället låter Chaplin tyska krigsfångar behandlas väl och erbjuder dem bland annat cigaretter. Enda undantaget är med en kortvuxen tysk officer (Loyal Underwood), som reagerar med barnslig ilska mot amerikanerna. Chaplins figur lägger då officeren över sitt knä och smäller honom på stussen.
Sättet att avsluta filmen på, det vill säga att handlingen visar sig vara en dröm och att huvudpersonen vaknar, hade använts i några föregående filmer, bland annat Chaplin som banktjänsteman (The Bank) 1915.

## Mottagande
Att filmen tog längre tid att göra än planerat och blev dyrare än Ett hundliv gjorde Chaplin missnöjd och hans aversion smittade av sig på medarbetarna. Han förvånades då han visade filmen enskilt för Douglas Fairbanks, som skrattade sig tårögd. Filmen rönte popularitet hos de amerikanska trupperna; en korrespondent från fronten vittnade om att soldaterna inte roades av kärleksteman, utan föredrog slapstickkomedier och uppskattade särskilt Chaplins vanvördiga soldathumor. På axel gevär blev Chaplins mest populära komedi dittills och visades i 49 länder mellan 1918 och 1919.
Enligt The New York Times blev även kritiker av Chaplin positivt överraskade i biosalongerna och en recensent för tidskriften Motion Picture utnämnde Chaplin till den främste komiske filmskådespelaren efter att sett filmen. På grund av succén blev På axel gevär ett slags måttstock för Chaplins kommande verk och influerade många humorister; trick som att använda en limburgerost som vapen, öppna en vinflaska genom att utsätta korken för fientlig beskjutning eller klä ut sig till ett träd återanvändes flera gånger Hollywood. Därtill försökte krigskomedier från 1920-talet och framöver efterlikna På axel gevär genom att skildra soldaternas dagliga tillvaro snarare än officerskåren.
På axel gevär hade svensk premiär på Röda Kvarn i Stockholm den 24 november 1919. Filmen återutgavs 1927 och 1959, då med Chaplins egen musik, som del av filmen The Chaplin Revue.

## Roller i urval
- Charlie Chaplin – Charlot
- Edna Purviance – flickan
- Sydney Chaplin – Charlots krigskamrat / kejsar Vilhelm II
- Jack Wilson – Tysklands kronprins
- Loyal Underwood – kortvuxen tysk officer
- Henry Bergman – tysk sergeant / bartender / Paul von Hindenburg
- Albert Austin – amerikansk officer / kejsarens chaufför
- Alva D. Blake – soldat
- Tom Wilson – tysk vedhuggare

## Media

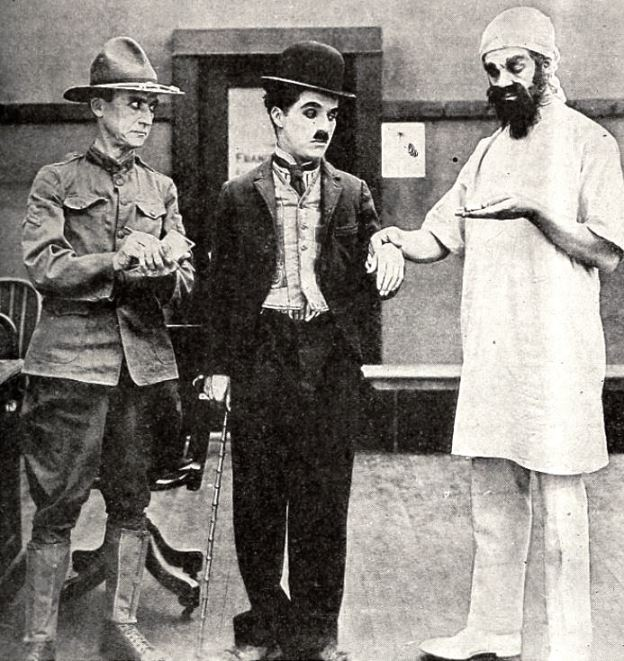
Stillbild från filmen.
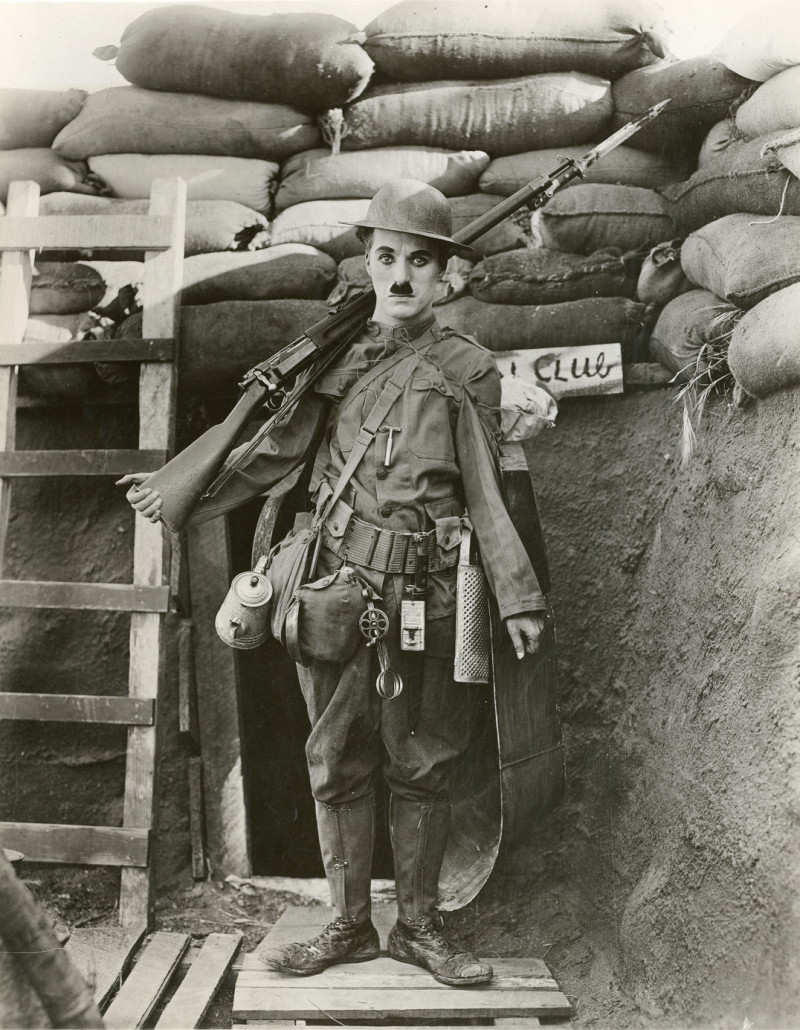
Chaplin i en skyttegrav.
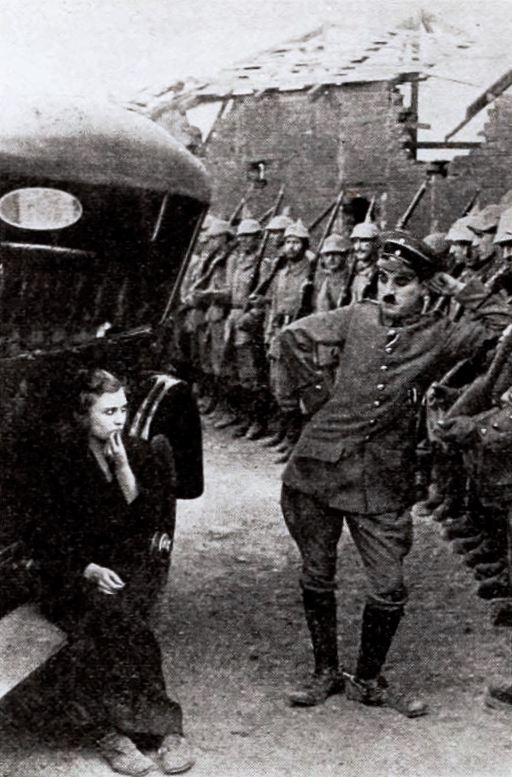
Scen med Purviance och Chaplin.
- På axel gevär.